# Força major (pel·lícula de 1989)
Força major (títol original: Force majeure) és una pel·lícula francesa de 1989 dirigida per Pierre Jolivet. Ha estat doblada al català.

## Argument
Tres amics de viatge, Philippe, Daniel i Hans recorren junts l'Àsia. Philippe i Daniel, abans de marxar, donen la seva part de marihuana a Hans que ha decidit de quedar-se una mica més de temps.
Divuit mes més tard, un advocat que treballa per Amnesty Internacional, Malcolm Forrest, troba Philippe i Daniel. Els explica que Hans va ser detingut l'endemà de la seva sortida per possessió de marihuana i que la quantitat que tenia en feia un revenedor. Va ser condemnat a pena de mort. La sola solució per evitar a Hans la pena capital és que Philippe i Daniel siguin presoners i facin dos anys de presó amb Hans.
Tenen cinc dies al davant.

## Repartiment
- Patrick Bruel: Philippe
- François Cluzet: Daniel
- Kristin Scott Thomas: Katia
- Alan Bates: Malcolm Forrest
- Sabine Haudepin: Jeanne
- Thom Hoffman: Hans
- Marc Jolivet: el periodista
- Béatrice Assenza: Gloria
- Wim Meewisse: el pare d'Hans
- Pascal Leguennec: Bruno
- Ham Chaut Luong

## Al voltant del film
Un remake estatunidenc, Retorn al paradís (1998), va ser dirigit per Joseph Ruben amb Vince Vaughn, Anne Heche i Joaquin Phoenix.